# Zerbo
Zerbo é uma comuna italiana da região da Lombardia, província de Pavia, com cerca de 466 habitantes. Estende-se por uma área de 6 km², tendo uma densidade populacional de 78 hab/km². Faz fronteira com Arena Po, Costa de' Nobili, Pieve Porto Morone, San Zenone al Po.

## Demografia
| Variação demográfica do município entre 1861 e 2011                               |
|                                                                                   |
| Fonte: Istituto Nazionale di Statistica (ISTAT) - Elaboração gráfica da Wikipedia |